# Avian Pathology
Avian Pathology (Abkürzung Avian Pathol.) ist eine zweimonatlich erscheinende tiermedizinische Fachzeitschrift unter Peer Review, die Originalarbeiten zu infektiösen und nichtinfektiösen Erkrankungen beim Geflügel und bei anderen Vögeln veröffentlicht. Sie ist offizielles Organ der World Veterinary Poultry Association.
Der Impact Factor beträgt 2,4 und liegt damit deutlich höher als der von Avian Diseases, der h-Index beträgt 93.